# جیمز بویی
 جیمز بویی (انگلیسی: James Bowie؛ ۱۰ آوریل ۱۷۹۶ – ۶ مارس ۱۸۳۶) یک فرد نظامی اهل ایالات متحده آمریکا بود.